# Hải Dương
Hải Dương wymowaⓘ – miasto w Wietnamie, stolica prowincji Hải Dương. W 2009 roku liczyło 170 420 mieszkańców.